# 安条克教理学院
安条克教理学院是古典时代晚期圣经和神学研究的两大中心之一，另一个是亚历山大教导学院。亚历山大的基督教知识分子强调对圣经的寓言式解释，并倾向于强调人与神的统一的基督论，而安条克的基督教知识分子则坚持更为字面的，有时是类型学的解释和强调人与神之间区别以及耶稣基督本人神圣性的基督论。